# Dan Futterman
Dan Futterman, właściwie Daniel Paul Futterman (ur. 8 czerwca 1967 w Silver Spring) – amerykański aktor, producent i scenarzysta filmowy.

## Życiorys

### Wczesne lata
Przyszedł na świat w Silver Spring w stanie Maryland w judaistycznej intelektualnej rodzinie jako jedno z czworga dzieci psychoanalityczki Lindy (z domu Roth) i adwokata Stanleya Futtermana. Dorastał w Westchester i nowojorskim Larchmont. W 1985 ukończył Mamaroneck High School w Mamaroneck w stanie Nowy Jork. W 1989 odebrał dyplom ukończenia wydziału języka angielskiego na Uniwersytecie Columbia.

### Kariera
Swoją karierę sceniczną rozpoczął w 1991 od udziału w przedstawieniu off-broadwayowskim Club Soda. Dwa lata później odniósł sukces na Broadwayu w sztuce Tony’ego Kushnera Anioły w Ameryce (Angels in America: Millennium Approaches, od 4 maja 1993 do 4 grudnia 1994) jako gadatliwy Louis Ironside. Wystąpił w roli syna amerykańskiego dyplomaty w spektaklu Jona Robina Baitza Jak płonąca wieś (A Fair Country, 1996) oraz jako gracz w karty w inscenizacji Dealer's Choice (1997).
Na dużym ekranie pojawił się po raz pierwszy w epizodycznej roli biedaka w komedio-dramacie Fisher King (The Fisher King, 1991) z Robinem Williamsem i Jeffem Bridgesem. W komedii romantycznej Czas do namysłu (Breathing Room, 1996) był nauczycielem. Zwrócił na siebie uwagę kreacją heteroseksualnego syna geja (Robin Williams) w Klatka dla ptaków (The Birdcage, 1996). W komedii romantycznej Polowanie na grube ryby (Shooting Fish, 1997) u boku Kate Beckinsale i Stuarta Townsenda wystąpił jako oszust. W dramacie telewizyjnym TNT Lekcja życia (Thicker than blood, 1998) z Mickeyem Rourke zagrał postać księdza Griffina Byrne’a. 
Po występie w telewizyjnym dramacie wojennym HBO Kiedy ucichną działa (When Trumpets Fade, 1998), zagrał brata centralnej postaci w serialu CBS Potyczki Amy (Judging Amy, 1999–2005) i jednym z odcinków serialu HBO Seks w wielkim mieście (Sex and the City, 1999) z Sarah Jessica Parker.
W 2005 zadebiutował jako scenarzysta biograficznego dramatu kryminalnego Capote o pisarzu Trumanie Capote, a za scenariusz otrzymał nominację do nagrody Oscara, nagrody BAFTA oraz nagrody i nominacje od amerykańskich krytyków.
W dramacie Cena odwagi (A Mighty Heart, 2007) z Angeliną Jolie wcielił się w postać Daniela Pearla, dziennikarza pracującego dla dziennika Wall Street Journal.
W 2015 za scenariusz Foxcatcher był nominowany do Oscara za najlepszy scenariusz oryginalny.

## Życie prywatne
23 września 2000 poślubił Anyę Epstein, z którą ma dwie córki: Sylvie (ur. 2001) i Eve (ur. 2005).

## Filmografia

### filmy fabularne
- 1991: Fisher King (The Fisher King) jako punk
- 1992: Odszedł bez słowa (Passed Away) jako Tom
- 1996: Czas do namysłu (Breathing Room)
- 1996: Klatka dla ptaków (The Birdcage) jako Val Goldman
- 1997: Polowanie na grube ryby (Shooting Fish) jako Dylan
- 1998: Kiedy ucichną działa (When Trumpets Fade, TV)
- 1998: Lekcja życia (Thicker than blood, TV)
- 2000: Urbania jako Charlie
- 2002: Nigdy więcej (Enough) jako Joe
- 2005: Capote - scenarzysta
- 2007: Cena odwagi (A Mighty Heart) jako Daniel Pearl
- 2014: Foxcatcher - scenarzysta

### seriale TV
- 1992: Inny świat (Another World) jako Alan
- 1997: Karolina w mieście (Caroline in the City) jako Seth
- 1999: Seks w wielkim mieście (Sex and the City) jako Stephan
- 1999–2005: Potyczki Amy (Judging Amy) jako Vincent Gray
- 2003: Will & Grace jako Barry
- 2010: Terapia (In Treatment) – producent, scenarzysta
- 2014: Gracepoint - producent wykonawczy, scenarzysta
- 2018: The Looming Tower - producent wykonawczy